# Доннеллі (Міннесота)
Доннеллі (англ. Donnelly) — місто (англ. city) в США, в окрузі Стівенс штату Міннесота. Населення — 221 особа (2020).

## Географія
Доннеллі розташоване за координатами 45°41′21″ пн. ш. 96°0′52″ зх. д. / 45.68917° пн. ш. 96.01444° зх. д. (45.689266, -96.014330).  За даними Бюро перепису населення США в 2010 році місто мало площу 7,98 км², з яких 7,15 км² — суходіл та 0,83 км² — водойми.

## Демографія
Згідно з переписом 2010 року, у місті мешкала 241 особа в 113 домогосподарствах у складі 72 родин. Густота населення становила 30 осіб/км².  Було 125 помешкань (16/км²).
Расовий склад населення:
| - 100,0 % — білих |

До двох чи більше рас належало 0,0 %. Частка іспаномовних становила 0,0 % від усіх жителів.
За віковим діапазоном населення розподілялося таким чином: 17,8 % — особи молодші 18 років, 52,3 % — особи у віці 18—64 років, 29,9 % — особи у віці 65 років та старші. Медіана віку мешканця становила 50,1 року. На 100 осіб жіночої статі у місті припадало 97,5 чоловіків;  на 100 жінок у віці від 18 років та старших — 102,0 чоловіків також старших 18 років.
Середній дохід на одне домашнє господарство  становив 50 460 доларів США (медіана — 43 000), а середній дохід на одну сім'ю — 65 977 доларів (медіана — 60 536). Медіана доходів становила 36 154 долари для чоловіків та 30 250 доларів для жінок. За межею бідності перебувало 8,6 % осіб, у тому числі 5,8 % дітей у віці до 18 років та 7,0 % осіб у віці 65 років та старших.
Цивільне працевлаштоване населення становило 130 осіб. Основні галузі зайнятості: виробництво — 18,5 %, освіта, охорона здоров'я та соціальна допомога — 17,7 %, транспорт — 13,8 %, сільське господарство, лісництво, риболовля — 13,8 %.